# Gymnanthes remota
Gymnanthes remota är en törelväxtart som först beskrevs av Cornelis Gijsbert Gerrit Jan van Steenis, och fick sitt nu gällande namn av Hans-Joachim Esser. Gymnanthes remota ingår i släktet Gymnanthes och familjen törelväxter. Inga underarter finns listade i Catalogue of Life.